# Позен-Западная Пруссия
По́зен-За́падная Пру́ссия (нем. Grenzmark Posen-Westpreußen) — провинция Пруссии в составе Германии. Существовала в 1922—1938 годах. Столица — город Шнайдемюль. Создана в 1922 году на остатках провинций Позен и Западная Пруссия после передачи их основной территории в состав Польши, согласно условиям Версальского договора. В 1938 году провинция была упразднена, а её территория поделена между соседними провинциями. Сегодня эта территория целиком расположена в Польше.

## История

### Образование провинции
В 1918—1919 годы в Великой Польше, входящей со времён Второго раздела Польши в состав Пруссии в виде провинции Позен, прошли крупные восстания поляков, выступающих за включение региона в состав вновь образованного после Первой мировой войны независимого польского государства. Фактически уже с начала 1919 года Пруссия более не контролировала большую часть региона. Оставшиеся под прусским контролем приграничные части на западе, юге и севере провинции фактически управлялись бывшим главой относящегося к провинции Позен округа Бромберг, резиденция которого в ноябре 1919 года была перенесена в город Шнайдемюль.

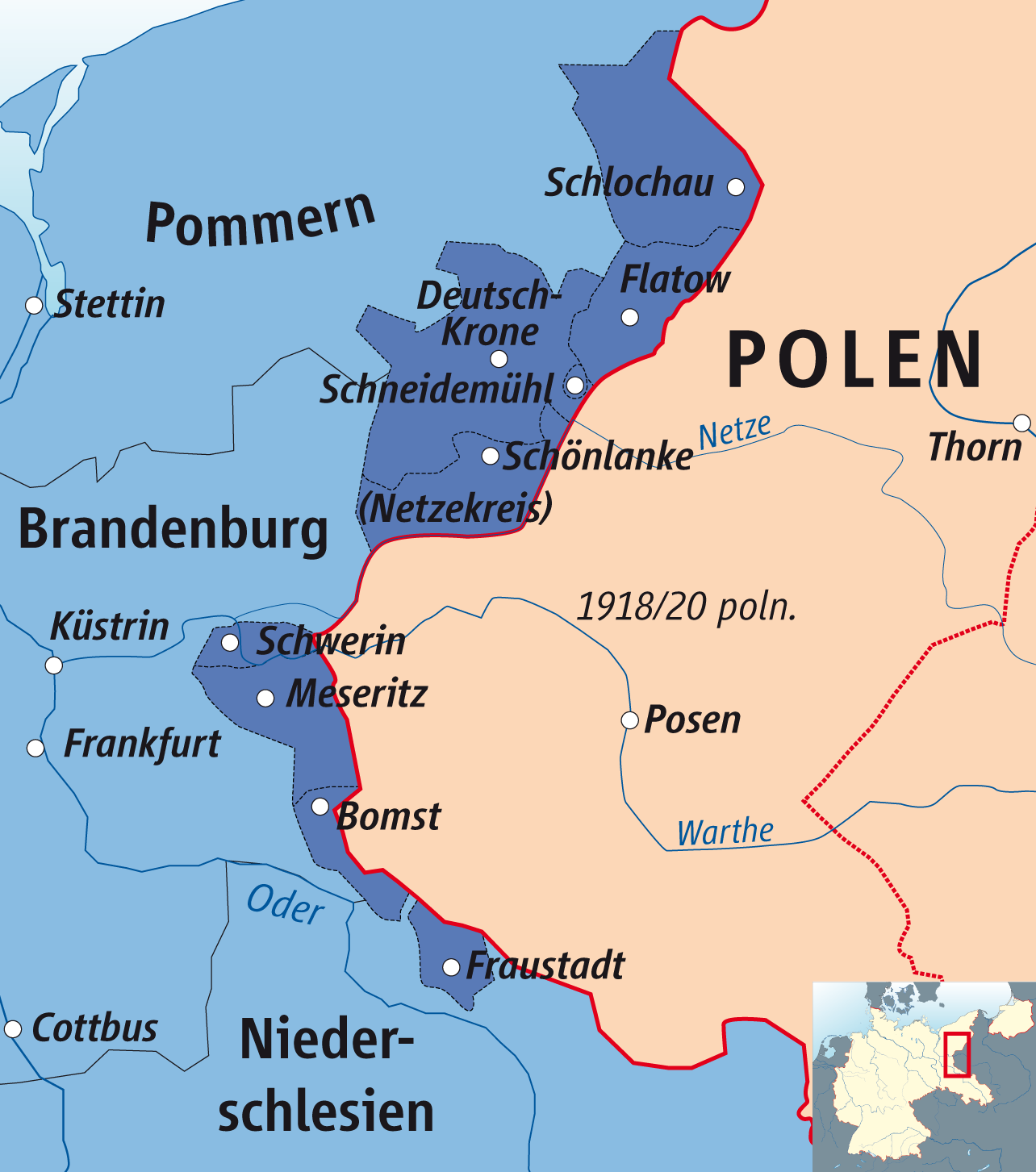
Позен-Западная Пруссия

Вступивший в силу 20 января 1920 года Версальский мирный договор, официально завершивший Первую мировую войну, закрепил потерю Германией большей части Позена и Западной Пруссии, которые были переданы Польше для создания так называемого «польского коридора», обеспечивающего выход к морю. Кроме того, по условиям договора, вокруг Данцига было создано немецкоязычное государство Вольный город Данциг, находящееся под протекторатом Лиги Наций и входящее в особый таможенный союз с Польшей.
Оставшиеся под прусским контролем западные приграничные территории провинции Западная Пруссия были также переведены под управление из Шнайдемюля. Восточные приграничные районы Западной Пруссии (части округов Мариенвердер и Данциг) были переданы под временное управление из Мариенвердера. В июле 1920 года в регионе Мариенвердер состоялся референдум, на котором 92 % жителей высказались за сохранение территории в составе Восточной Пруссии.
1 июля 1922 года вступил в силу закон, окончательно урегулировавший новое положение. Управляемая из Мариенвердера территория была официально присоединёна к провинции Восточная Пруссия и организована в административный округ Западная Пруссия. Управляемая из Шнайдемюля территория образовала новую самостоятельную провинцию Позен-Западная Пруссия. Месяцем позднее, 1 августа 1922 года на всей территории новой провинции был создан единственный административный округ Шнайдемюль.

### В Третьем рейхе

Округа и районы провинции Померания в 1939 году

После прихода к власти национал-социалистов и началом политики гляйхшальтунга провинции фактически утратили своё значение. В 1934 году обер-президент провинции Позен-Западная Пруссия был досрочно отправлен на пенсию, а его функции были переданы гауляйтеру гау Бранденбург, который также занимал должность обер-президента провинции Бранденбург.
В 1938 году провинция Позен-Западная Пруссия была вовсе упразднена, а её территория поделена: район Фрауштадт был присоединён к округу Лигниц провинции Силезия, районы Мезериц и Шверин-ан-дер-Варте — к округу Франкфурт провинции Бранденбург, а район Бомст был упразднён и разделён между округами Лигниц и Франкфурт. Остальная наибольшая часть (районы Шнайдемюль, Дойч-Кроне, Флатов, Шлохау и Нетце) была присоединена к провинции Померания. Одновременно в Померанию были переведены и два приграничных района Бранденбурга.
Таким образом, провинция Померания получила наибольшее территориальное приращение, в результате чего здесь был образован новый административный округ, получивший название округ Позен-Западная Пруссия в память о бывшей провинции. Административным центром округа стала бывшая столица упразднённой провинции — город Шнайдемюль.

## Население
Территория и население провинции Позен — Западная Пруссия в 1925 году:
| Административный округ | Площадь, км² | Население, чел. | Количество районов | Количество районов |
| Административный округ | Площадь, км² | Население, чел. | сельских           | городских          |
| ---------------------- | ------------ | --------------- | ------------------ | ------------------ |
| Округ Шнайдемюль       | 7.695        | 332.485         | 8                  | 1                  |

Религиозный состав населения в 1925 году: 62,4 % — протестанты; 36,2 % — католики; 0,1 % — другие христианские конфессии; 1,0 % — евреи; 0,3 % — прочие конфессии.
По состоянию на 1925 год на территории провинции не было ни одного города с населением более 100 тысяч жителей. Около 11,3 % населения провинции проживало в городах с населением более 20 тысяч человек. Около 62,8 % населения проживало в населённых пунктах с менее чем 2 тысячами жителей. Крупнейшими городами провинции являлись (численность населения также указана на 1925 год):
- Шнайдемюль — 37.518 чел.
- Дойч-Кроне — 10.579 чел.
- Шёнланке — 8.626 чел.
- Фрауштадт — 7.538 чел.
- Мезериц — 7.158 чел.

## Обер-президенты
После 1935 года и вплоть до её упразднения провинция не имела собственного обер-президента, а управлялась обер-президентами провинции Бранденбург.
| Годы      | Обер-президент                          | Партия |
| --------- | --------------------------------------- | ------ |
| 1922—1933 | Фридрих фон Бюлов                       | ННП    |
| 1933—1934 | Ханс фон Майбом                         | НННП   |
| 1935—1936 | Вильгельм Кубе (вместе с Бранденбургом) | НСДАП  |
| 1936—1938 | Эмиль Штюрц (вместе с Бранденбургом)    | НСДАП  |